# Antonio de Faria
Antonio de Faria was de eerste Europeaan (Portugees) die een vestigingsplaats stichtte in het huidige Vietnam. Hij deed dit bij het kustplaatsje Faifo in 1535. Dit lag ongeveer 20 kilometer van het huidige Đà Nẵng (Tourane). De Faria hoopte van dit gebied een permanente Portugese enclave te maken, net als Macau en Goa. De havenstad floreerde echter nooit. Hij is verantwoordelijk voor de verkeerde benaming van Vietnam. Hij noemde Vietnam Cauchi, dat afstamt van de Chinese karakters voor Vietnam: Giao Chi. Om verwarring te voorkomen met hun kolonie Cochin in India voegde hij hier China aan toe. Zo werd de naam Cochin China geboren. Later zouden de Fransen dit alleen gebruiken als naam van het zuidelijke gedeelte van Vietnam.